# Doppelbereifung
Doppelbereifung (auch Zwillingsbereifung) ist eine Sonderbauart der Bereifung, bei der zwei Reifen auf zwei getrennten oder einer gemeinsamen Felge an einer  Radnabe oder einer sonstigen Achsaufnahme montiert sind.
Eine Doppelbereifung wird eingesetzt, um die Achslast besser auf die Fahrbahn, wie bei Lastkraftwagen und Omnibussen üblich, oder auf eine anderweitige Oberfläche, wie beispielsweise einen Acker, zu verteilen. Die Felgenkonstruktion verhindert die Berührung beider Reifen unter Belastung.
Eine Alternative für LKW stellt der Super-Single-Reifen dar, ein Einzelreifen mit Überbreite.
Im Motorsport wurden in den 1930er Jahren von der Auto Union AG bei Bergrennen Zwillingsreifen eingesetzt, um die dabei auftretenden erhöhten Seitenkräfte aufzufangen. In den 1970er-Jahren experimentierte auch die Scuderia Ferrari mit dem doppelbereiften Rennwagen 312T6.

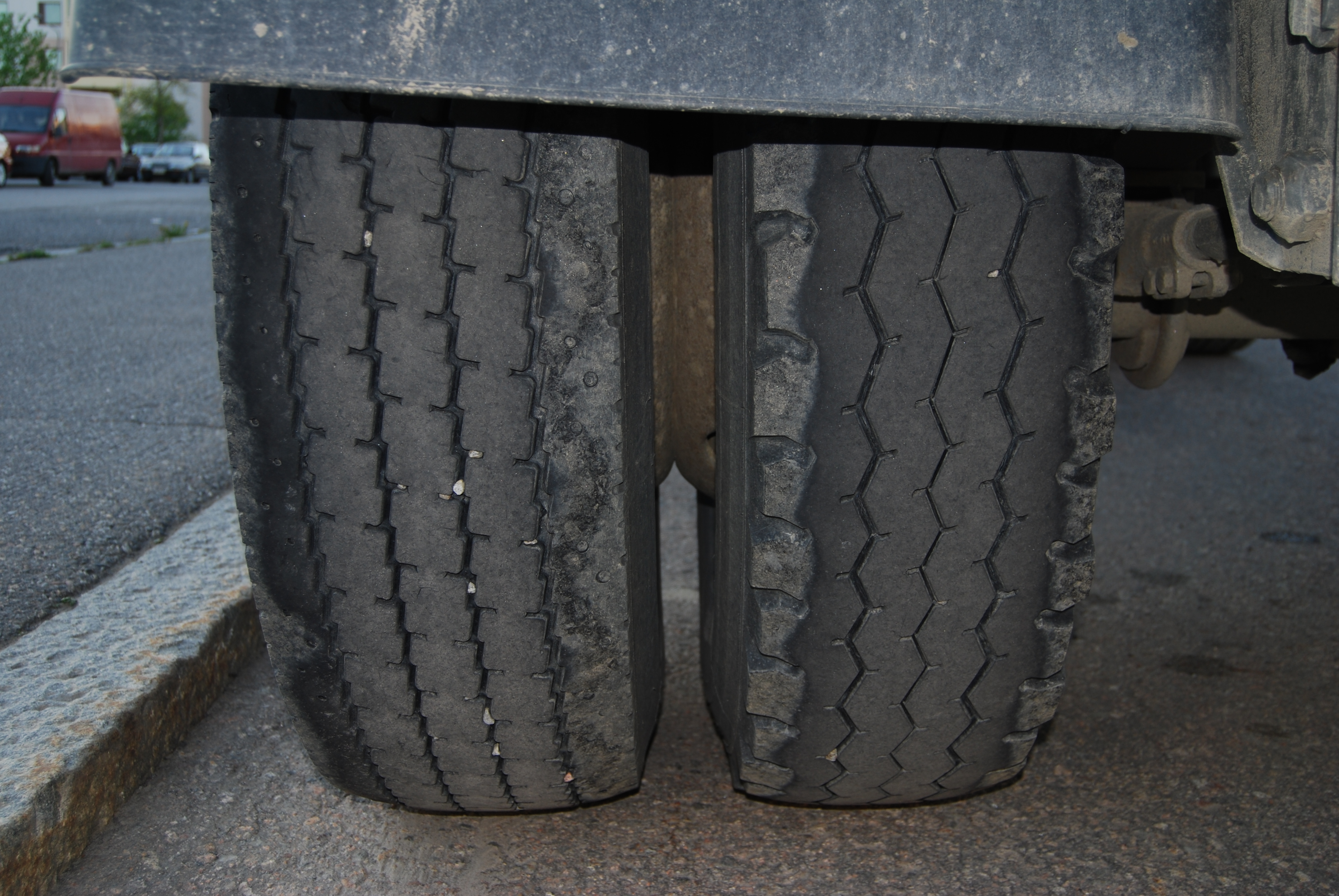
Doppelbereifung an der Hinterachse eines LKW
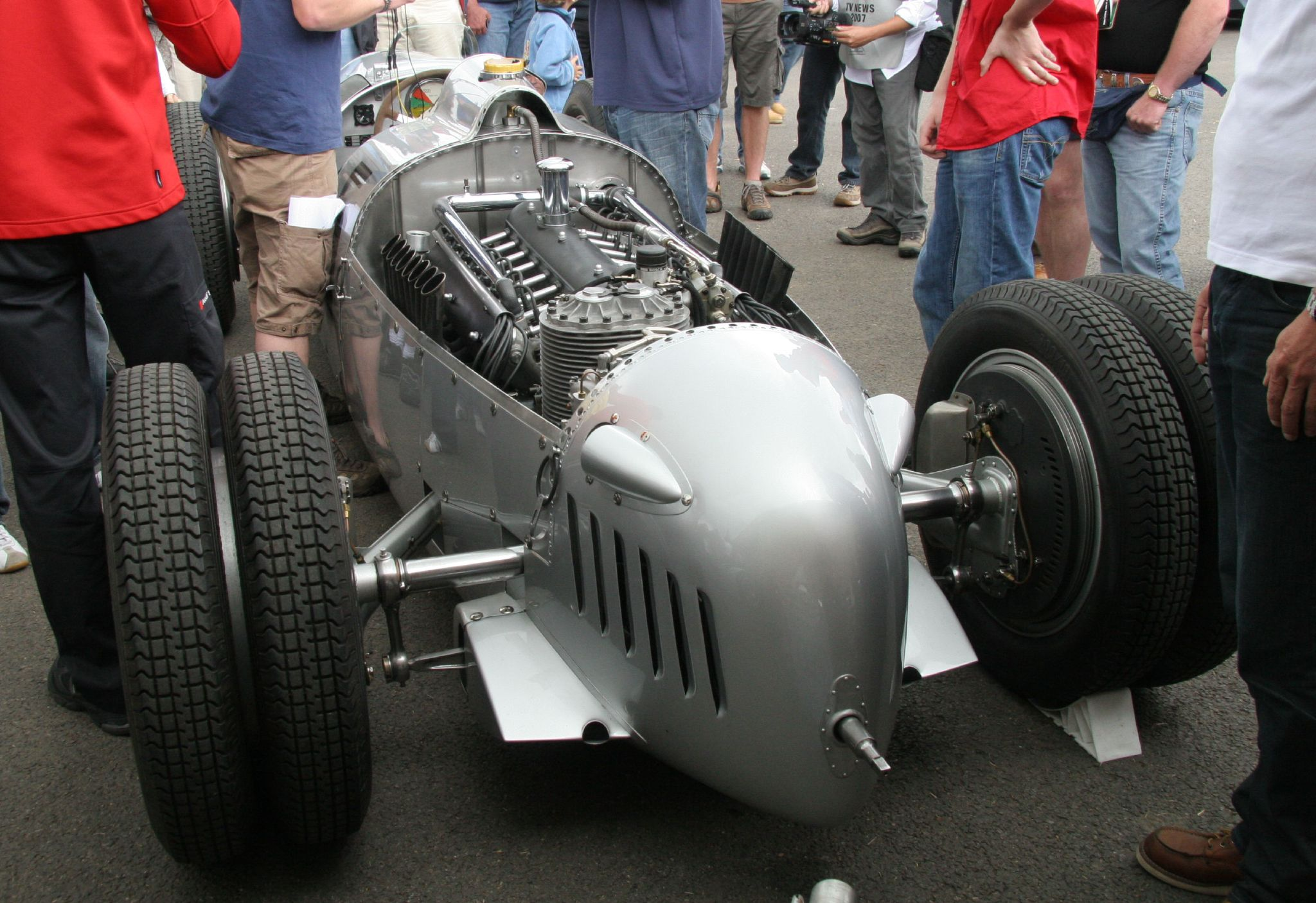
Doppelbereifung bei einem 1936er Auto-Union-Rennwagen
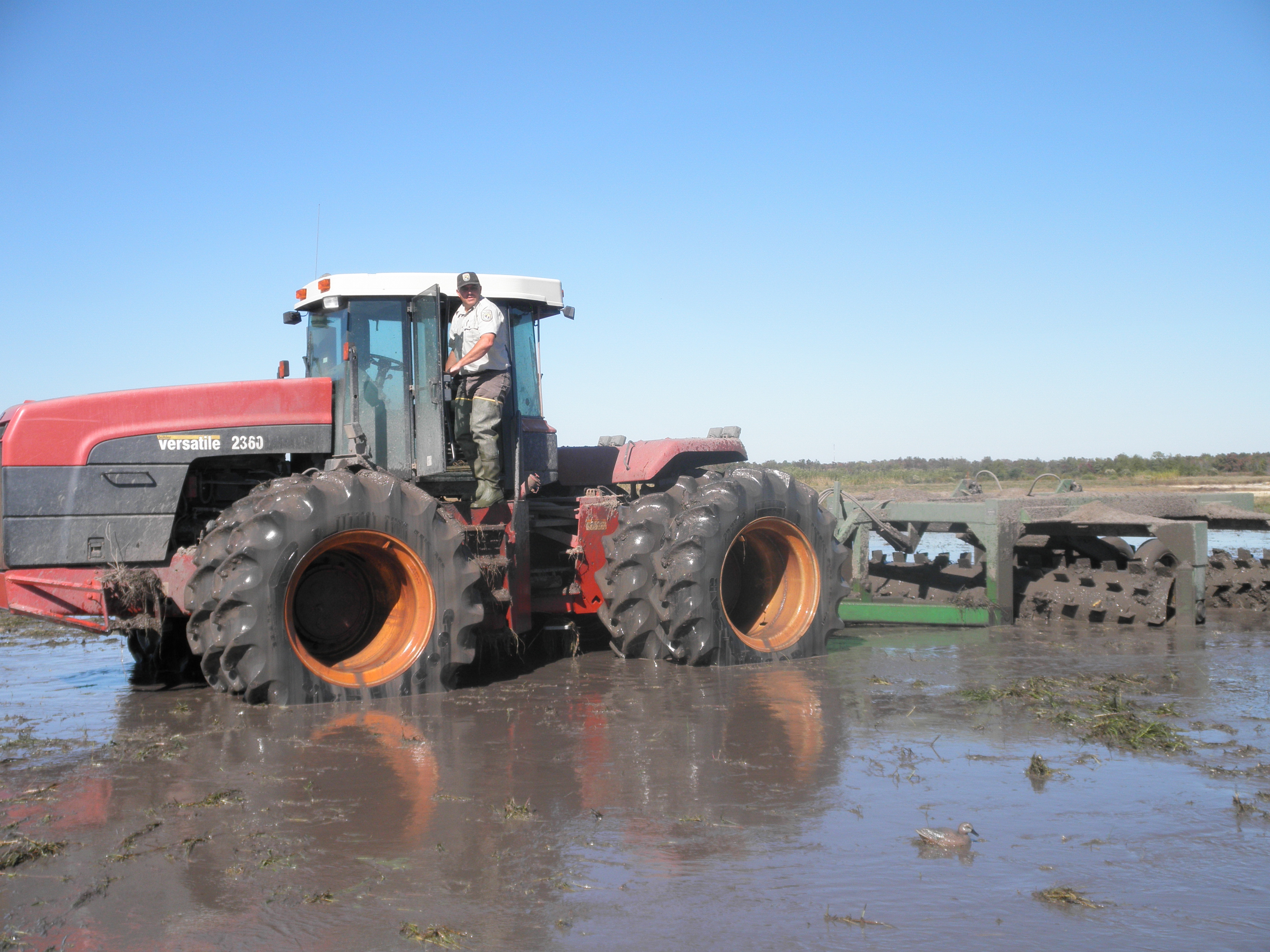
Traktor mit Doppelbereifung